# ABADÁ-Capoeira

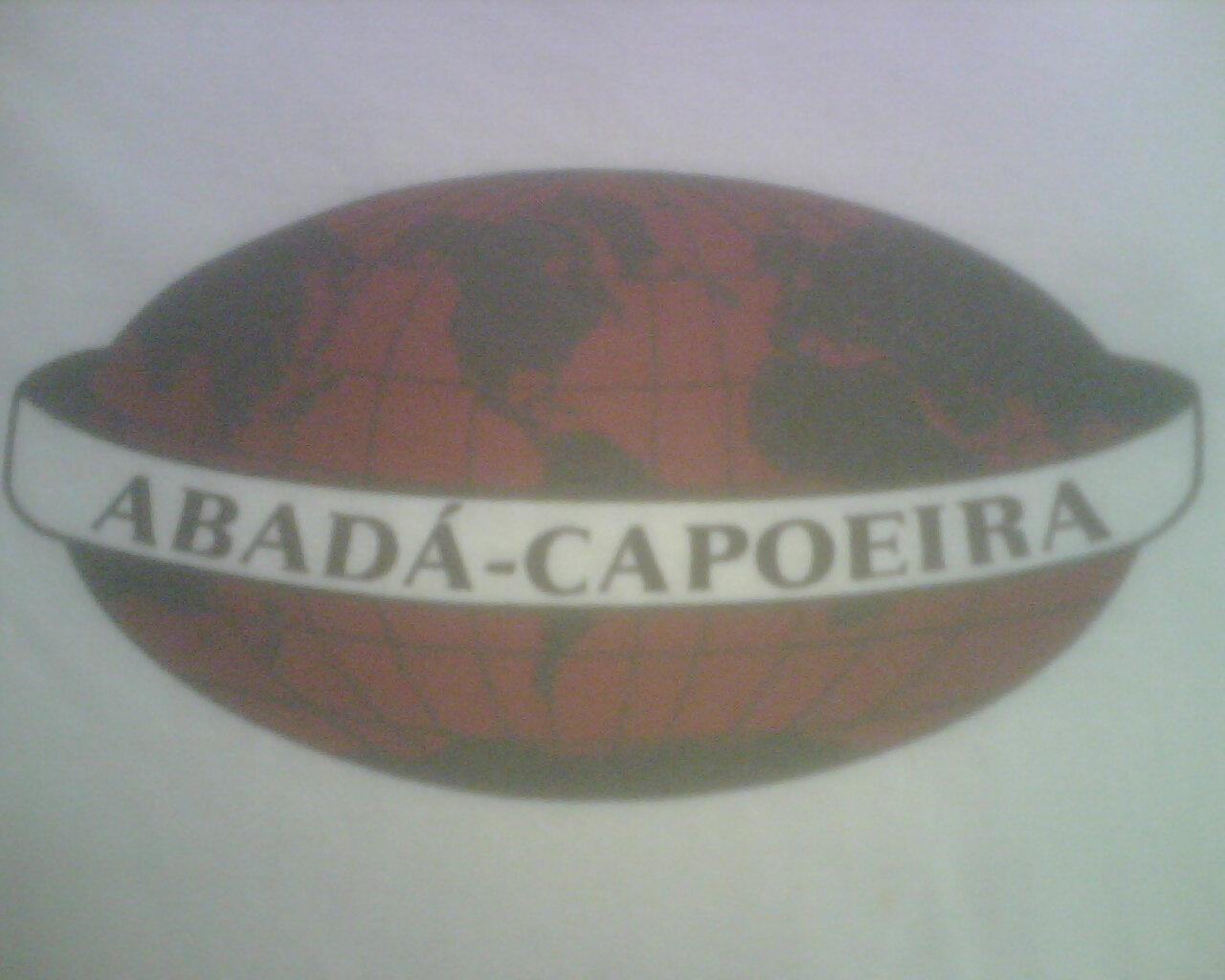
Het logo van ABADÁ-Capoeira, gebaseerd op de globe

De ABADÁ-Capoeira (Associação Brasileira de Apoio e Desenvolvimento da Arte-capoeira, Braziliaanse vereniging ter ondersteuning en ontwikkeling van de capoeiravechtkunst) werd opgericht in 1988 door Mestre Camisa.
ABADÁ-Capoeira is de grootste capoeiravereniging ter wereld, met in 2008 meer dan 40.000 leden.

## Gradering
Het ABADÁ-graderingssysteem is gebaseerd op de natuursymbolen; iedere kleur staat voor een bepaald natuurelement gekoppeld aan een plant, dier of mineraal. Deze kleur wordt dan gegeven aan de koord die men ter hoogte van de heup draagt.
Het verloop van de gradering gaat als volgt:
- Iniciante (beginner): Corda crua
- Aluno (leerling): Corda crua-amarela → Corda amarela → Corda amarela-laranja → Corda laranja → Corda laranja-azul
- Aluno Graduado (gegradueerde): Corda azul → Corda azul-verde → Corda verde → Corda verde-roxa
- Instrutor: Corda roxa → Corda roxa-marrom
- Professor: Corda marrom → Corda marrom-vermelha
- Mestrando: Corda vermelha
- Mestre: Corda vermelha-branca
- Grão-Mestre: Corda branca

## De Batizado
De Batizado (koordwisseling) is het grootste feest van de groep. Dit verloopt volgens de oude tradities, waarbij de nieuwe leerlingen hun apelido (bijnaam) en een (nieuw) koord krijgen en de oudere leerlingen een graad kunnen stijgen.

## Landen
ABADÁ is wereldwijd verspreid. Hier volgt een lijst van landen en hun leidende capoeirista's:
AustraliëGraduado Cipo
BelgiëProfessor Meio Quilo, Professor Sabiá, Professor Braz, Professor Luquinha, Professor Esquilão, Instrutor Feijão, Instrutor Cabeludo, Graduado Tatoo, Instructor Nordeste
BraziliëMestre Camisa, Mestre Nagô, Mestre Cobra, Mestre Morcego, Mestre Charm, Mestrando Apache, Mestrando Peixe Cru, Mestrando Pernilongo, Mestrando Paulinho Velho, Mestrando Piriquito Verde, Mestrando Montanha en hun leerlingen (professors, instrutors, graduado’s)
DuitslandProfessor Nugget, Professor Estácio, Professor Pretão, Instrutor Miojo, Professor Zinho, Instrutora Esmeralda, Instrutora Nativa, Instrutor Marquinho
FrankrijkProfessor Nõ, Instrutor Haiti, Professor Piolho, Instrutor Sarna, Instrutor Babuíno Branco, Instrutor Lobo, Instrutor Bananeira, Graduado Passarinho
GriekenlandInstrutor Fofo, Instrutor Muralha, Instrutor Caveira,
HongarijeGraduada Tereza
ItaliëInstrutor Gavião
KaapverdiëInstrutor Neguinho
LuxemburgProfessor Pelezinho, Graduado Wolly
MexicoInstrutor Alma de Gato
NederlandAbadá capoeira Rotterdam is als als groep overgegaan naar Vem camara capoeira onder leiding van Instutor Pilão. Abada Capoeira zeeland: Graduado Bambú
OostenrijkInstrutor Valdo, Instrutor Pescoço
PolenProfessor Zinho
PortugalProfessor Cascão, Instrutor Chá Preto
RuslandGraduada Cinderela
SlowakijeGraduados Camelo, Ete & Fogo
SpanjeProfessor Tigre, Professor Teco & Albatroz, Professor Tico & Bacurau, Professor Ator
Tsjechische republiekGraduado Robocop (Vem camara)
Verenigd KoninkrijkGraduado Manjerico
Verenigde StatenMestranda Edna Lima, Mestranda Márcia
Zuid-AfrikaGraduado Beleza
ZwedenGraduado Batuque, Graduado Prea do Mato, Graduado Anum, Instrutor Cachorro d’agua
ZwitserlandProfessor Goma